# Érémomèle à dos vert
Eremomela pusilla
Espèce
Statut de conservation UICN

 LC  : Préoccupation mineure
L’Érémomèle à dos vert (Eremomela pusilla) est une espèce de passereaux de la famille des Cisticolidae.

## Répartition
Ce taxon se rencontre dans les pays suivants : Burkina Faso, Bénin, Cameroun, Côte d'Ivoire, Gambie, Ghana, Guinée-Bissau, Guinée, Mali, Mauritanie, Niger, Nigeria, République centrafricaine, Sierra Leone, Sénégal, Tchad, Togo.

## Classification
Le nom valide complet (avec auteur) de ce taxon est Eremomela pusilla Hartlaub, 1857.
Ce taxon porte en français le nom vernaculaire ou normalisé suivant : Érémomèle à dos vert.